# 올바로시스템
올바로시스템은 폐기물 처리의 전 과정을 실시간으로 관리할 수 있는 시스템이다. 2002년부터 정상적으로 운영되었다.